# 哥伦比亚革命武装力量—人民军
哥倫比亞革命武裝力量—人民军（西班牙語：Fuerzas Armadas Revolucionarias de Colombia - Ejército del Pueblo），簡稱哥革武（FARC或FARC-EP），是哥倫比亞历史上的一支左翼反政府武装。該組織成立於1964年，原为哥伦比亚内战中哥倫比亞共產黨下属的一個武裝组织。在冷战时期，他们是一支马克思列宁主义的农民武装，旨在推广农业主义和反帝国主义。哥倫比亞当局、美國、歐盟认为他們的行為不僅僅威脅當地政府，還危及平民、自然環境和基礎設施，而将其认定为恐怖組織。该组织與哥倫比亞政府對抗逾四十年，風頭曾一時無兩，其挑戰哥倫比亞社會不公義的強硬立場曾短暂獲得國際支持。

## 歷史

### 前期
1960年代初，哥伦比亚政府开始攻击许多共产主义组织，试图将这些组织控制的领土重新纳入中央政府的管辖。1964年，曼努埃尔·马鲁兰达和其他哥伦比亚共产党成员在马克塔利亚社区遭到政府的军事攻击后，建立哥伦比亚革命武装力量。当时，16000名哥伦比亚士兵攻击只有48名武装战士的社区。马鲁兰达与其他47人共同抵抗政府军队的进攻，随后一起逃入山中。这48人形成哥伦比亚革命武装力量的核心，后来该组织发展到数百名战士的规模。

### 中期
1982年，哥伦比亚革命武装力量召开第七次游击会议，会议决定对该组织的战略进行重大调整。该组织过去主要在农村地区与哥伦比亚军队作战，行动规模较小。到1982年，随着“可卡因热潮”带来的收入增加，该组织得以扩展为一支非正规军队，进而能够对哥伦比亚军队发起大规模攻击。他们还开始派遣战士前往越南和苏联接受高级军事训练。该组织还计划向中等规模城市和自然资源丰富的地区推进，不再将活动局限于偏远的农村地区，以建立强大的经济基础。在这次会议上，该组织还将名称改为“哥伦比亚革命武装力量—人民军”。
冷戰後，由於失去蘇聯及其他前社会主义國家的支援，哥革武因急需經費，開始插足可卡因及綁架政客等勾當，以致形象急劇变差，被视为恐怖主義組織。因此，哥伦比亚共产党解除了哥革武与其之间的隶属关系，哥革武遂成為一個獨立的政治军事組織。2007年，哥革武人數約為3000-4000人。哥革武參與了哥倫比亞25-30%恐怖事件，尤其是在該國東南部的叢林以及安第斯山脈腳下的平原地區。哥革武曾釋放多名「有價值」人質，意圖改善形象。

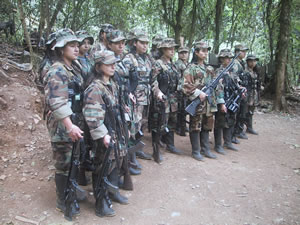
哥革武武装人员

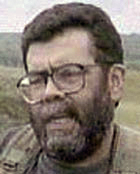
主要领导人阿方索·卡诺，于2011年11月4日被政府军擊斃

### 晚期
2002年，阿爾瓦羅·烏里韋·貝萊斯當選哥倫比亞總統。由於其父1983年慘死哥革武槍下，其甫上台後即以打擊哥革武為首務，採取強硬右翼路線大力圍剿；並因此拉近了哥倫比亞與美國的距離，美國更大力資助哥倫比亞。從2000年開始，面對政府打擊力度加強，哥革武開始逐步戰略撤退。但左翼浪潮近年在南美洲此起彼落，委內瑞拉左翼總統烏戈·查韋斯，以委內瑞拉龐大石油產量作後盾，意圖帶領南美洲擺脫美國的影響，並介入斡旋哥革武釋放人質事宜，觸動美國和哥倫比亞神經。烏里韋指查韋斯暗助哥革武，以擴大其個人在南美洲的影響力。并因此造成兩國關係緊張。

### 解散
2012年，在以古巴和挪威作为担保国、以委内瑞拉和智利作为观察国的斡旋框架下，双方开始在古巴首都哈瓦那进行和谈。2016年6月23日，双方签署最终停火协议，8月24日哥伦比亚政府与哥伦比亚革命武装力量—人民军在古巴首都哈瓦那达成最终全面和平协议，协议包括停战、农村改革、打击贩毒、被遣散的游击队员可参与政治、建立过渡性司法机构等内容，但和平协议内容的合法性最终将由全民公投决定。哥伦比亚前总统乌里韦认为，最初的和平协议向反政府武装妥协过多、对受害者不公，呼吁民众投反对票，并要求对协议进行深入修改。與先前民調結果大相逕庭，10月2日举行的公投结果为支持 49.77%，反對 50.22%，协议意外遭到否決。11月24日哥伦比亚总统胡安·曼努埃爾·桑托斯与哥伦比亚革命武装力量领导人罗德里格·隆多尼奥在波哥大的科隆剧院签署了一份经修改的新的和平协议。而这一次，新的协议将会在国会核准，无需再进行全民表决。
2017年6月27日，哥伦比亚革命武装力量—人民军停止作为武装团体存在。9月1日，该组织正式改组为共同替代革命力量，并于10月31日向官方注册为合法政党。

### 後續
在签订和平协议前的2016年，哥伦比亚革命武装力量—人民军内部出现了一些持不同政见者，他们拒绝放下武器归顺政府。在和平协议签订后不久，一些已回归和平生活的哥革武前成员，因认为哥伦比亚政府背信弃义，未遵守承诺，又重新拿起武器，继续反抗政府。2020年，哥革武持不同政见者约有1800人，其中300—400人与原来的哥革武没有关系。